# Podnebna spremenljivost
Spremémbe podnébja, pogosto tudi klimátske spremémbe, so pojav spreminjanja podnebja na celi Zemlji (globalne spremembe) ali na posameznih območjih. 
V zadnjih desetletjih opazujemo spremembe, ki so posledica človeških dejavnosti, zlasti izgorevanja fosilnih goriv, zaradi česar se povečuje koncentracija ogljikovega dioksida v ozračju. Ta plin povzroča učinek tople grede. Možno je, da bo nadaljnje zgorevanja premoga in ogljikovodikov povzročilo znatno povečanje temperature in druge, po pričakovanju večinoma neugodne učinke. Dolgoletno prizadevanje ekologov in okoljskih aktivistov je privedla do prvih mednarodnih ukrepov za zmanjšanje antropogenih sprememb podnebja, vključno s Kjotskim protokolom.
V okoli 4,5 milijardah letih obstoja Zemlje kot planeta so se razmere v njenem ozračju zelo spreminjale. Tudi v novejši zgodovini poznamo ledene dobe in toplejša obdobja. Kompleksnost pojavov dopušča dvome o vzrokih sedanjih klimatskih sprememb, vendar med strokovnjaki prevladuje mnenje, da spremembe povzroča (tudi) človek.
Podnebne spremembe so pomembna in trajna sprememba v statistični porazdelitvi vremenskih vzorcev v različnih obdobjih, od desetletij do milijonov let. To so lahko spremembe v povprečnih vremenskih razmerah ali pri razporeditvi vremena okoli povprečnih razmer (tj. bolj ali manj ekstremni vremenski dogodki). Podnebne spremembe so posledica dejavnikov, ki vključujejo oceanske procese (npr. oceansko kroženje), spremembe sončnega sevanja, ki jih prejme Zemlja; tektonske plošče in vulkanski izbruhi; spremembe naravnega okolja, ki jih povzroča človek. Ti učinki trenutno povzročajo globalno segrevanje in izraz "podnebne spremembe" se pogosto uporablja za vplive s strani človeštva.
Znanstveniki si aktivno prizadevajo razumeti preteklo in prihodnjo klimo s pomočjo opazovanja in teoretičnih modelov. Temperaturni profili vrtin, ledena jedra, evidence flore in faune, ledeniški in periglacialni procesi, stabilni izotopi in druge analize sedimentov ter zapisi morske gladine služijo za zagotavljanje podnebnih zapisov, ki se raztezajo čez geološko preteklost. Novejši podatki so na voljo iz instrumentalnih zapisov. Fizični, splošni modeli cirkulacije se pogosto uporabljajo v teoriji za primerjavo preteklih podatkov o podnebju, da bi lahko naredili prihodnje napovedi ter povezali vzroke in učinke na podnebne spremembe. 
Najbolj splošna definicija »podnebnih sprememb« je sprememba v statističnih lastnosti podnebnega sistema, ki se obravnava v daljših časovnih obdobjih, ne glede na vzrok. Nihanja v obdobjih, krajših od nekaj desetletij, kot je npr. El Niño (tople temperature oceana), ne predstavljajo podnebnih sprememb. Ta izraz se občasno uporablja specifično za podnebne spremembe, ki jih je povzročil človek v primerjavi s spremembami podnebja, ki bi lahko nastale kot del naravnih procesov na Zemlji. Izraz je v okviru okoljevarstvene politike postal tudi sinonim za antropogeno globalno segrevanje. V znanstvenih zapisih se globalno segrevanje nanaša na temperaturo površine, medtem ko podnebne spremembe vključujejo globalno segrevanje in vse ostalo, kar pa vpliva na toplogredne pline. 

## Vzroki podnebnih sprememb
Na najširši lestvici se s stopnjo, pri kateri je prejeta sončna energija in hitrost in pri kateri je ta energija izgubljena v vesolju, ugotovi ravnotežna temperatura in podnebje Zemlje. Ta energija se porazdeli po svetu z vetrovi, morskimi tokovi in drugimi mehanizmi ter tako vpliva na podnebje po različnih regijah. Dejavniki, ki lahko oblikujejo podnebje, imenujemo podnebne sile ali mehanične sile. Ti vključujejo procese kot so: razlike v sončnem sevanju, spremembe v orbiti Zemlje, gorsko strukturo in teorijo o premikanju celin ter spremembe koncentracij toplogrednih plinov. Obstajajo različne povratne informacije o podnebnih spremembah, ki lahko bodisi pomnožijo ali zmanjšajo začetne sile. Nekateri deli podnebnega sistema, kot so oceani in ledeniki, se odzivajo počasi na podnebne sile, medtem ko se drugi odzivajo hitreje.
Mehanizmi sil so lahko notranji ali zunanji. Notranje mehanične sile so naravni procesi znotraj podnebnega sistema (npr. termohalinsko kroženje). Zunanje mehanične sile so lahko naravne (npr. solarne spremembe) ali pa antropogenične (npr. povečanje emisij toplogrednih plinov). 
Ne glede na to ali je začetna sila notranja ali zunanja, je odziv podnebnega sistema lahko hiter (npr. nenadna ohladitev zaradi vulkanski prah v zraku, ki odbija svetlobo), počasni (npr. segrevanje vode oceanov) ali pa kombinacija (npr. raztapljanje ledu v arktičnem oceanu, ki mu sledi raztezanje vode). Torej, podnebni sistem se lahko odzove nenadoma, ampak popoln odziv na prisilne mehanizme lahko traja tudi več stoletij ali dlje.

### Notranje mehanične sile
Naravne spremembe sestavin podnebnega sistema Zemlje in njihovih interakcij so vzrok za notranje podnebne sile. Znanstveniki na splošno opredeljujejo pet sestavin podnebnega sistema Zemlje: ozračje, hidrosfera, kriosfera, litosfera (omejena na površino tal, kamnin in sedimentov) in biosfera. Ocean je temeljni del podnebnega sistema, nekatere spremembe v njem se pojavljajo v daljših rokih kot pa v atmosferi, imajo lahko zelo visoko toplotno vztrajnost (npr. v oceanskih globinah še vedno zaostajajo temperature od zadnje male ledene dobe). 
Kratkoročna nihanja (od nekaj let do nekaj desetletij) npr. južno nihanje El Niño, Pacifično desetletno nihanje, nihanje severnega Atlantika, nihanje Arktike predstavljajo prej podnebne variabilnosti kot pa podnebne spremembe. Na daljših časovnih razponih kot so spremembe oceanskih procesov igrajo glavno vlogo prerazporeditve toplote s počasno, globoko izvedbo pretoka vode in dolgoročno prerazporeditev toplote v svetovnih oceanih.

### Variacije orbite
Rahle spremembe v Zemljini orbiti so vodile do sprememb v sezonski porazdelitvi sončne svetlobe, ki seže do zemeljskega površja in način kako je porazdeljena po njem. Je zelo majhna sprememba na področju, ki je povprečno obsijano s soncem, lahko pa so ogromne spremembe v geografični in sezonski porazdelitvi. Tri vrste orbitnih sprememb: v ekscentričnosti Zemlje, sprememba nagiba osi vrtenja Zemlje in precesiji osi Zemlje. Skupaj te spremembe tvorijo Milankovičeve cikle, ki imajo ogromen vpliv na podnebje in so opazne pri njihovi povezavi z ledeniškimi in medledeniškimi obdobji, z napredovanjem in umikom Sahare ter z njihovimi pojavi v stratigrafskih zapisih. Zadnje analize (od leta 2006) so pokazale, da je globalna klima povezana z močjo Zemljinega magnetnega polja.

## Posledice podnebnih sprememb
Spremembe podnebja so se izrazito pokazale v poletju 2003. V Španiji in na Portugalskem je bilo zaradi vročine zelo veliko gozdnih požarov. V Sloveniji je bila izmerjena najvišja temperatura v zadnjih 100 letih 40 ˚C in Triglavski ledenik je skoraj izginil. V Grčiji so našteli rekordno število vročih dni. V Franciji pa je zaradi vročinske kapi umrlo 15 000 otrok in starejših.
Podnebne spremembe bodo terjale mnogo žrtev. Otoškim prebivalcem grozi naraščanje morske gladine in orkani, Afričanom suša, ljudem na celinah poplave in zemeljski plazovi. Dogajanje je prikazano tudi v dokumentarnem filmu 2050 - Vihar v prihodnosti.
Posledica podnebnih sprememb bo izumrtje številnih živali – koral, polarnih medvedov, tjulnjev, pingvinov. Uničeni bodo tudi alpski ekosistemi. Zaradi taljenja ledenikov nam bo zmanjkalo tudi velikih zalog pitne vode.
Ena od posledic podnebnih sprememb so tudi neenakomerno razporejene temperature skozi leto. V nadaljnjih letih se bo stanje še poslabšalo, če se ne bomo začeli zavedati o posledicah in jih preprečili.